# نوردترافیک
نوردترافیک (انگلیسی: Nordtrafikk) شرکت کشتیرانی نروژی است، که در سال ۱۹۳۶ تأسیس شد.